# Radiační působení

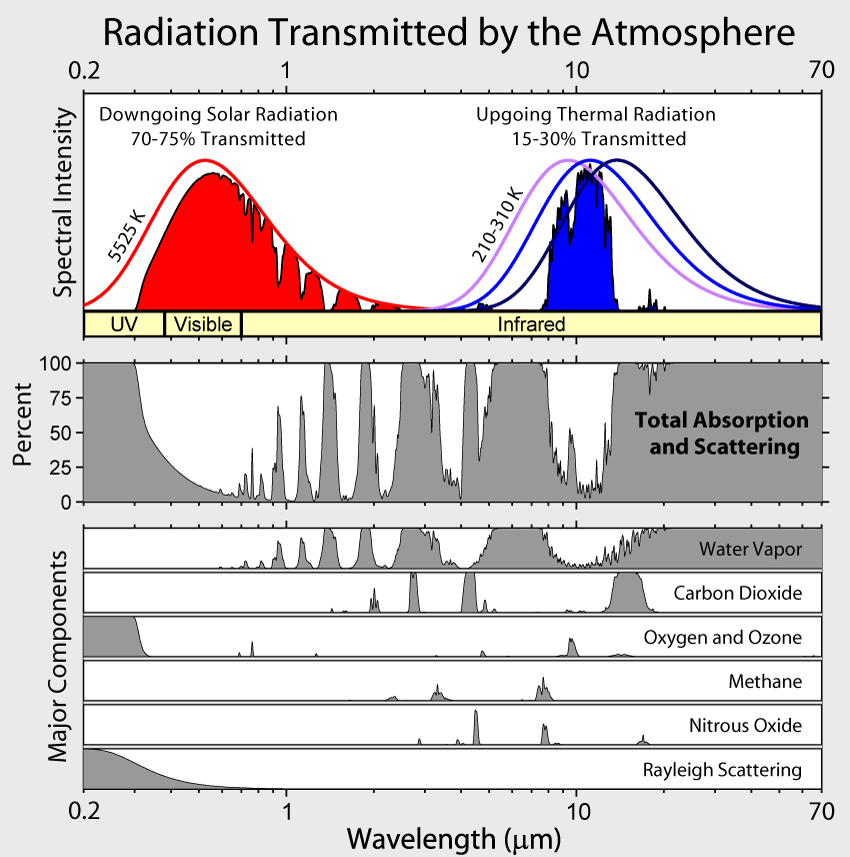
Propustnost atmosféry pro přicházející a odcházející záření vlivem různých plynů a vlivem Rayleighova rozptylu.

Radiační působení (anglicky radiative forcing) je v klimatologii používaná veličina udávající změnu radiační bilance systému Země – vesmír.

## Definice
Obvykle je radiační působení vztaženo k tropopauze v jednotkách watt na metr čtvereční zemského povrchu. Přesněji jde o změnu radiační bilance v tropopauze vlivem nějakého dodatečného působení (forcingu) na klimatický systém. V nejběžněji používané definici je stav troposféry a povrchu planety nezměněn, ale spodní stratosféra se přizpůsobuje v reakci na dané působení. Kladné radiační působení znamená, že jde o působení, které má potenciál oteplit pozemské klima. Záporné znamená potenciál klima ochladit. V češtině viz podrobnější definici v glosáři Souhrnné zprávy Změna klimatu 2007.

## Použití

Odhady radiačního působení (RP) pro rok 2011 v porovnání s rokem 1750 a agregované neurčitosti hlavních příčin klimatické změny. Hodnoty jsou globální průměry RP, rozdělené podle emitovaných sloučenin či procesů, jejichž výsledkem je kombinace příčin. Nejlepší odhady čistého RP jsou znázorněny jako černé kosočtverečky s odpovídající spolehlivostí; na pravé straně obrázku jsou uvedeny číselné hodnoty společně s úrovní spolehlivosti čistého působení. Podle zprávy IPCC z listopadu 2013.

Vývoj radiačního působení od roku 1750

V Páté hodnotící zprávě (AR5) Mezivládního panelu pro změnu klimatu (IPCC) jsou hodnoty radiačního působení vztaženy k předindustriální době kolem roku 1750. Zvýšené koncentrace skleníkových plynů s dlouhou životností v ovzduší mají vliv oteplující (úbytek ozónu ve stratosféře má vliv ochlazující). Oproti předprůmyslové době je však více aerosolů vytvářených lidskou činností, což je velký ochlazující vliv. Vývoj radiačního působení od roku 1750 ukazuje obrázek vlevo. Je možné, že oproti r. 1750 aerosolů nepřibylo tak mnoho, jak naznačují grafy z AR5. Mohlo by to být tím, že požárů, které jsou též zdrojem aerosolů, bylo tehdy více, než se doposud odhadovalo.
Pro projekce budoucích možností vývoje klimatu se užívají scénáře vývoje radiačního působení označované jako RCP2.6 až RCP8.5. (Číslo znamená radiační působení v r. 2100.) Trajektorie koncentrací, které by umožnily, aby globální oteplení nepřekročilo 1,5 K, jsou na obr. 1.5 ve zprávě IPCC ze října 2018 (SR15), vysvětlení trajektorií (pathways) viz její Glossary.
Grafy z AR5 uvedené výše končí rokem 2011, kdy koncentrace činila 390 ppm, zatímco v roce 2018 již 407 ppm. Radiační působení ΔF oxidu uhličitého je logaritmickou funkcí jeho koncentrace. Lze je přibližně vyjádřit vztahem ΔF = α ln(C/Co), kde α = 5,35 W/m2, C je momentální koncentrace CO2 v ovzduší a Co koncentrace před průmyslovou revolucí, která činila kolem 278 ppm. Radiační působení oxidu uhličitého se proto za oněch 7 let zvýšilo o 0,2 W/m2; podrobněji o tom (i pro další plyny a jejich souhrn) viz  .
Historii pojmu radiační působení a také nověji používané veličiny efektivní radiační působení viz práci .

## Antropogenní radiační působení
Podle Mezivládního panelu pro změnu klimatu jsou lidské vlivy hlavním faktorem tzv. radiačního působení na klima. Radiační působení je změna radiační bilance v tropopauze vlivem dodatečného působení na klimatický systém Země. Od průmyslové revoluce lidská činnost zvýšila množství skleníkových plynů v atmosféře, což vede ke zvýšenému radiačnímu působení způsobené oxidem uhličitým, methanem, troposférickým ozonem, freony a oxidem dusným.
 Již od 19. století je známo, že zvýšení koncentrací skleníkových plynů vede ke zvýšení teploty ovzduší. Je to důsledkem Planckova a Stefan–Boltzmannova zákona, tzv. absorpčních spekter skleníkových plynů v infračervené oblasti (proměřených laboratorně) a zákona zachování energie. Koncentrace oxidu uhličitého se zvýšila oproti období před začátkem průmyslové revoluce z tehdejších 280 ppm na dnešních více než 400 ppm (leden 2017). Jelikož v předcházejících 8 000 letech (před rokem 1750) byla hladina CO2 relativně stabilní, dá se předpokládat, že by se, nebýt lidského zásahu, udržela stabilní i nadále.
 Nárůst množství atmosférického CO2 je výsledkem lidských aktivit: hlavně spalování fosilních paliv, odlesňování a dalších změn ve využívání půdy jako je pálení biomasy, rostlinná výroba a přeměna pastvin na ornou půdu. Průmyslová revoluce narušila přirozený koloběh uhlíku, protože do ovzduší začala dodávat velká množství oxidu uhličitého a dalších skleníkových plynů. Uhlík, který byl před mnoha miliony let uložen do rezervoárů fosilního uhlíku pod zem (a tím i mimo uhlíkový cyklus), se velmi rychle vrací do oběhu v emisích oxidu uhličitého. Zhruba 2/3 antropogenních emisí CO2 od roku 1750 pochází ze spalování fosilních paliv a zhruba 1/3 ze změn ve využití půdy. Asi 45 % tohoto dodatečného CO2 zůstalo v atmosféře, zatímco zbylých 55 % pohltily oceány a pozemská biosféra.

Odhady radiačního působení (RP) pro rok 2011 v porovnání s rokem 1750 a agregované neurčitosti hlavních příčin klimatické změny. Hodnoty jsou globální průměry RP, rozdělené podle emitovaných sloučenin či procesů, jejichž výsledkem je kombinace příčin. Nejlepší odhady čistého RP jsou znázorněny jako černé kosočtverečky s odpovídající spolehlivostí; na pravé straně obrázku jsou uvedeny číselné hodnoty společně s úrovní spolehlivosti čistého působení

Od roku 1750 vzrostly koncentrace i dalších přírodních skleníkových plynů: methanu ze 700 na 1800 ppb, oxidu dusného z 270 na 320 ppb a troposférického ozonu z 25 na 34 ppb. Do ovzduší se dostaly i umělé látky – freony. Jejich koncentrace jsou sice ještě o několik řádů nižší, mají však silný relativní účinek.

Podíl na globálních emisích CO_{2} mezi roky 1751–2012 podle různých regionů

Podle páté hodnotící zprávy IPCC je celkové antropogenní radiační působení (RP) za období 1750–2011 2,29 (1,33 až 3,33) Wm−2, konkrétně pak:

- radiační působení emisí skleníkových plynů je 3,00 (2,22 až 3,78) Wm−2
  - sám CO2 způsobuje radiační působení 1,68 (1,33 až 2,03) Wm−2
  - emise methanu způsobují radiační působení 0,97 (0,74 až 1,20) Wm−2
  - freony způsobují radiační působení 0,18 (0,01 až 0,35) Wm−2;
- radiační působení celkového působení aerosolů v atmosféře, což zahrnuje i zvyšování oblačnosti, je −0,9 (−1,9 až −0,1) Wm−2. Toto působení je kombinací negativního působení aerosolů v kombinaci s pozitivním působením černého uhlíku. Je velmi pravděpodobné, že interakce aerosolů s mraky způsobily posun v celkovém průměrném radiačním působení; přispívají k největším nejistotám v určení celkového radiačního působení;
- působení částic z vulkanické činnosti má velký vliv na klima v letech následujících po velkých erupcích. Během let 2008–2011 je odhadováno toto působení na −0,11 (−0,15 až −0,08) Wm−2;
- působení aktivit Slunce je odhadováno na 0,05 (0,00 až 0,10) Wm−2. Satelitní pozorování z let 1978 až 2011 ukazují, že poslední solární minimum bylo výraznější, než předchozí dvě, což znamená RP −0,04 (−0,08 až 0,00) Wm−2 při porovnání minim v roce 2008 a 1986.

## Rozdíl oproti Earth Energy Imbalance
Kdyby radiační působení bylo např. 2 W/m2, neznamená to, že tolik energie by nyní Země nevracela do vesmíru. Tak by tomu bylo, jen kdyby zůstala stejně chladná jako před začátkem antropogenního oteplování. Jenže se oteplila a projevily se důsledky, zpětné vazby. První je, že povrch Země se vlivem přidaných skleníkových plynů již ohřál (k roku 2018 o 1 K oproti období 1850–1900, viz Figure SPM 1 v SR15), proto více sálá; to platí i pro troposféru. Současně se však zesílil skleníkový jev zpětnou vazbou, jíž je přibývání vodní páry. Teplejší ovzduší jí udrží více, roste jeho absolutní vlhkost, přičemž relativní vlhkost se v průměru nemění. A také ubylo ledu a sněhu, tedy kleslo albedo takových oblastí Země, to je další oteplující zpětná vazba klimatického systému.
Výsledná nerovnováha mezi pohlcovaným slunečním zářením a sáláním Země do vesmíru (radiační disbalance) tak ve výsledku činí necelý 1 W/m2.
Kvantitativně lze vyjádřit, že sálání do vesmíru by první zpětnou vazbou vzrostlo k roku 2008 o 3 W/m2, ovšem přírůstek vodní páry zesílil tepelněizolační schopnost troposféry, což spolu se snížením albeda vedlo naopak k oteplujícímu vlivu na úrovni 2 W/m2  (viz Figure 4 v autorově kopii Archivováno 27. 4. 2019 na Wayback Machine.).
Odhad disbalance pro období 2005–2014 byl 0,9 ± 0,3 W·m−2 . Pro delší období, s oporou o ohromnou spoustu měření teplot v oceánech v programu Argo, činí 0,7 W·m−2 .

## Neutralita v radiačním působení
Uhlíková neutralita počítá s nulovým efektem emisí na radiační působení. Ovšem neutralita v radiačním působení je přísnější požadavek na udržení teploty Země. Klimatická neutralita by tedy měla počítat v radiačním působení obsahující i starou emisní zátěž. Fotovoltaika instalovaná na pevnině (nikoli na oceánu) snižuje odražené záření, a tak zahřívá své okolí (tepelný ostrov) a tak i Zemi. Takže solární panely na souši nejsou při provozu klimaticky neutrální, protože produkují teplo navíc (vyrobená elektricka energie se spotřebováním také promění v teplo).